# Røde Microphones
Røde Microphones är ett australiskt företag som designar och tillverkar mikrofoner samt andra ljudtekniska verktyg. Deras produkter används bland annat i musik- och ljudstudior, filminspelningar, TV-produktion, ljudeffektsinspelningar samt för livebruk.
Bolaget bildades 1967 under namnet Freedman Electronics av Henry Freedman, från England och Astrid Freedman, från Sverige. Bolaget kom senare att byta namn till Røde Microphones, där bokstaven "Ø" i namnet användes istället för "O" för att markera bolagets skandinaviska bakgrund.